# أوشاهيدي
شركة أوشاهيدي، واحدة من المنظمات البرمجية غير الربحية، تصمم برامج مفتوحة المصدر لجمع المعلومات، ورسم الخرائط التفاعلية، حسب رخصة جنو (LGPL) .
أوشاهيدي (حسب اللغة السواحيلية) تعني بالعربية (شاهد أو شهادة)، صممت موقع (https://web.archive.org/web/20130907190624/http://legacy.ushahidi.com/) لمراقبة أعمال الشغب التي شهدتها الانتخابات الكينيّة عام 2007 .